# テオ・ファン・ドゥースブルフ
テオ・ファン・ドゥースブルフ（Theo van Doesburg、1883年8月30日 - 1931年3月7日）は、オランダの画家、建築家、美術家。本名はChristiaan Emil Marie Küper。I・K・ボンセット（I. K. Bonset）、アルド・カミーニ（Aldo Camini）などの筆名も用いた。

## 経歴
オランダのユトレヒトに生まれる。父親は写真家。
1917年にライデンにて、ピエト・モンドリアン、バート・ファン・デル・レック（Bart van der Leck, 1876年-1958年）らとともにデ・ステイルを結成し、同名の雑誌を刊行（1928年まで）。新造形主義・抽象絵画（非具象芸術）の普及に努める。
1920年代初頭にはバウハウスと交流し、講師にはなれなかったが、自身の思想をバウハウスに浸透させることに成功した。
1923年にはコーネリアス・ファン・エーステレンと共同でデ・ステイル建築計画案を発表している。また、1920年代を通じ、構成主義者（エル・リシツキーなど）やダダイスト（トリスタン・ツァラやハンス・アルプ）などと幅広く交流し、その間の橋渡しも行った。
1920年代半ばには、要素主義を導入し、モンドリアンと対立、モンドリアンは、デ・ステイルを離脱した。
1931年、オーギュスト・エルバン（Auguste Herbin; 1882年-1960年）、ジョルジュ・ファントンゲルロー（Georges Vantongerloo, 1886年-1965年）らに協力して、パリで、「アブストラクション・クレアシオン（抽象＝創造）」（Abstraction-Creation）の創立に参加するも（なお、アブストラクション・クレアシオンには、モンドリアンも参加し、交流が復活していた）、同年急逝。

## 日本語訳
- 『新しい造形芸術の基礎概念』（宮島久雄訳、「バウハウス叢書6」中央公論美術出版、1993年、新装版2020年）

## 作品

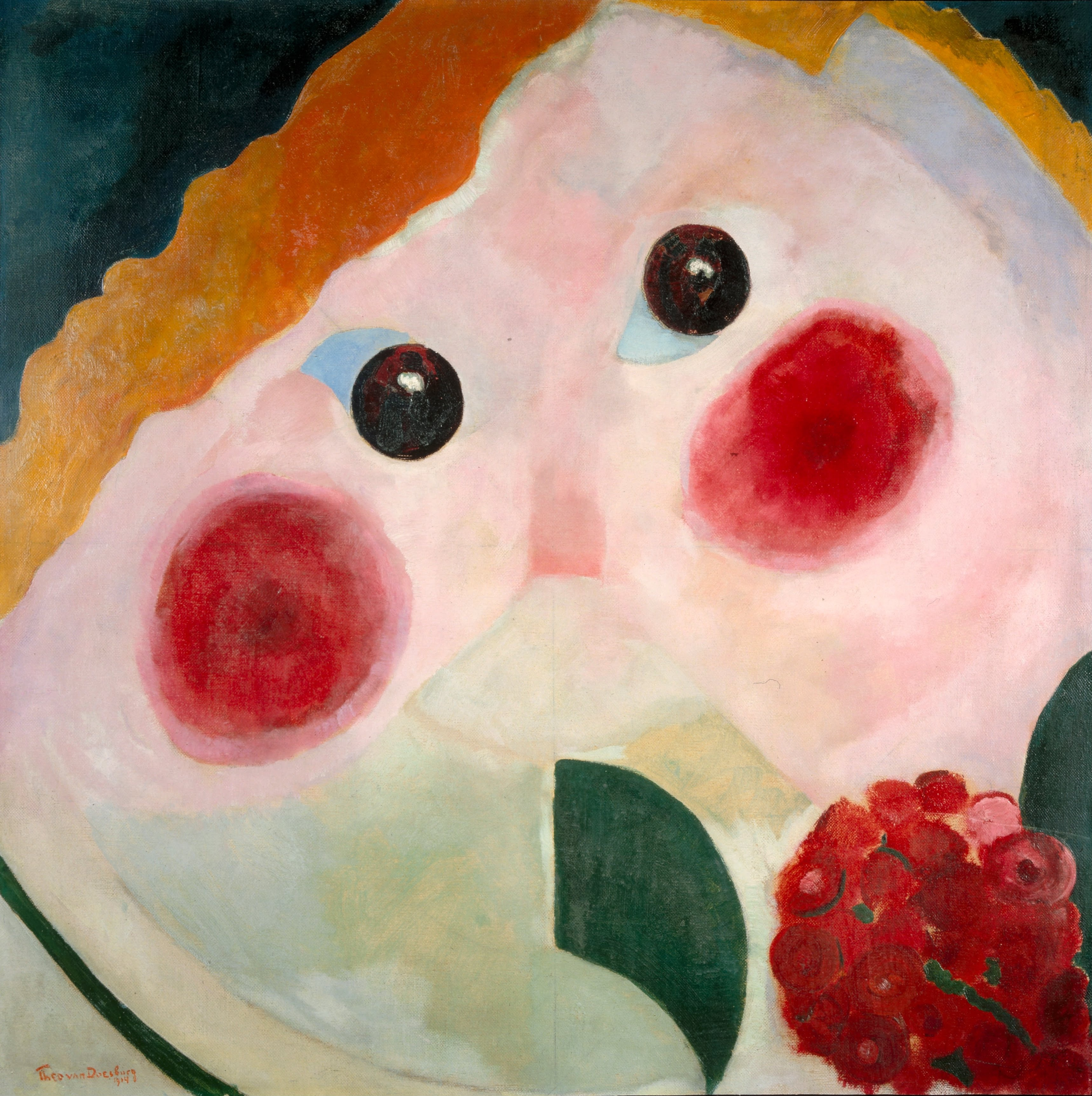
「キンポウゲを持つ少女」(1914)
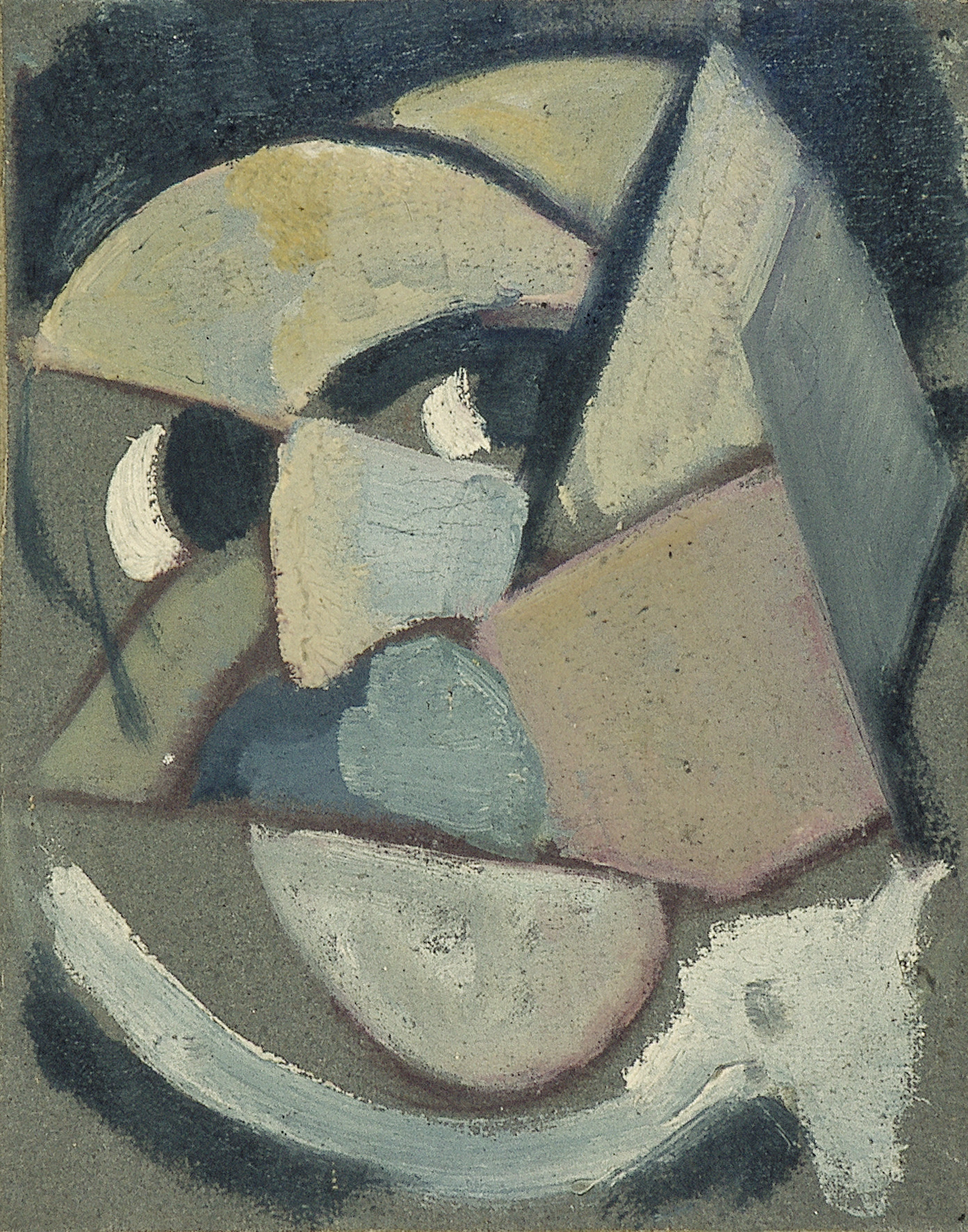
Abstract portrait (c.1915)
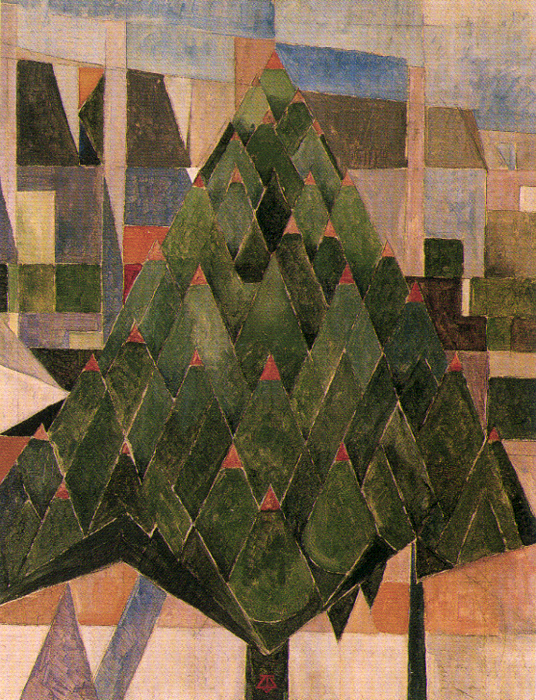
樹木 (1916)
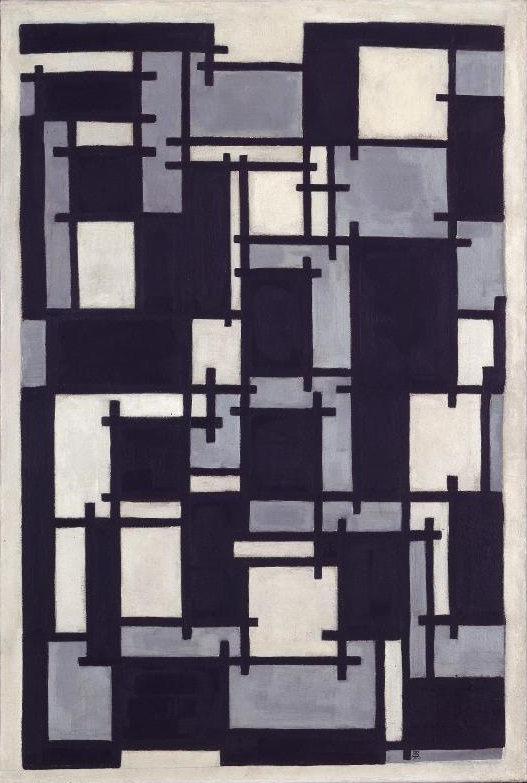
Composition X (1918)